# Hermine Biedermann-Arendts
Hermine Biedermann-Arendts, née le 10 février 1855 à Munich et morte le 5 novembre 1916 à Garmisch-Partenkirchen, est une peintre animalière allemande.

## Biographie
Hermine Arendts se met à la peinture en autodidacte en 1870, sur la suggestion du peintre d'histoire August von Heckel. Elle habite alors à Freising. En 1874, elle épouse un Dr Biedermann, professeur de lycée, et signe désormais « Biedermann-Arendts ». En 1875, elle devient l'élève du peintre animalier Heinrich von Zügel. Elle fonde une école de peinture pour femmes à Munich. En 1878, elle reçoit une médaille d'argent à l'exposition du Crystal Palace de Londres. À partir de 1901, elle vit à Landshut, où son mari a été affecté. À sa retraite, le couple s'installe à Garmisch-Partenkirchen, où elle poursuit son activité d'enseignement de l'art aux femmes.
Elle est membre de la Coopérative d'artistes de Munich (de) (Münchner Künstlergenossenschaft) et de l'Union des artistes de Munich (Kunstverein München).
Ses œuvres ont figuré dans la collection d'Élisabeth de Wittelsbach et de Luitpold de Bavière.

## Galerie

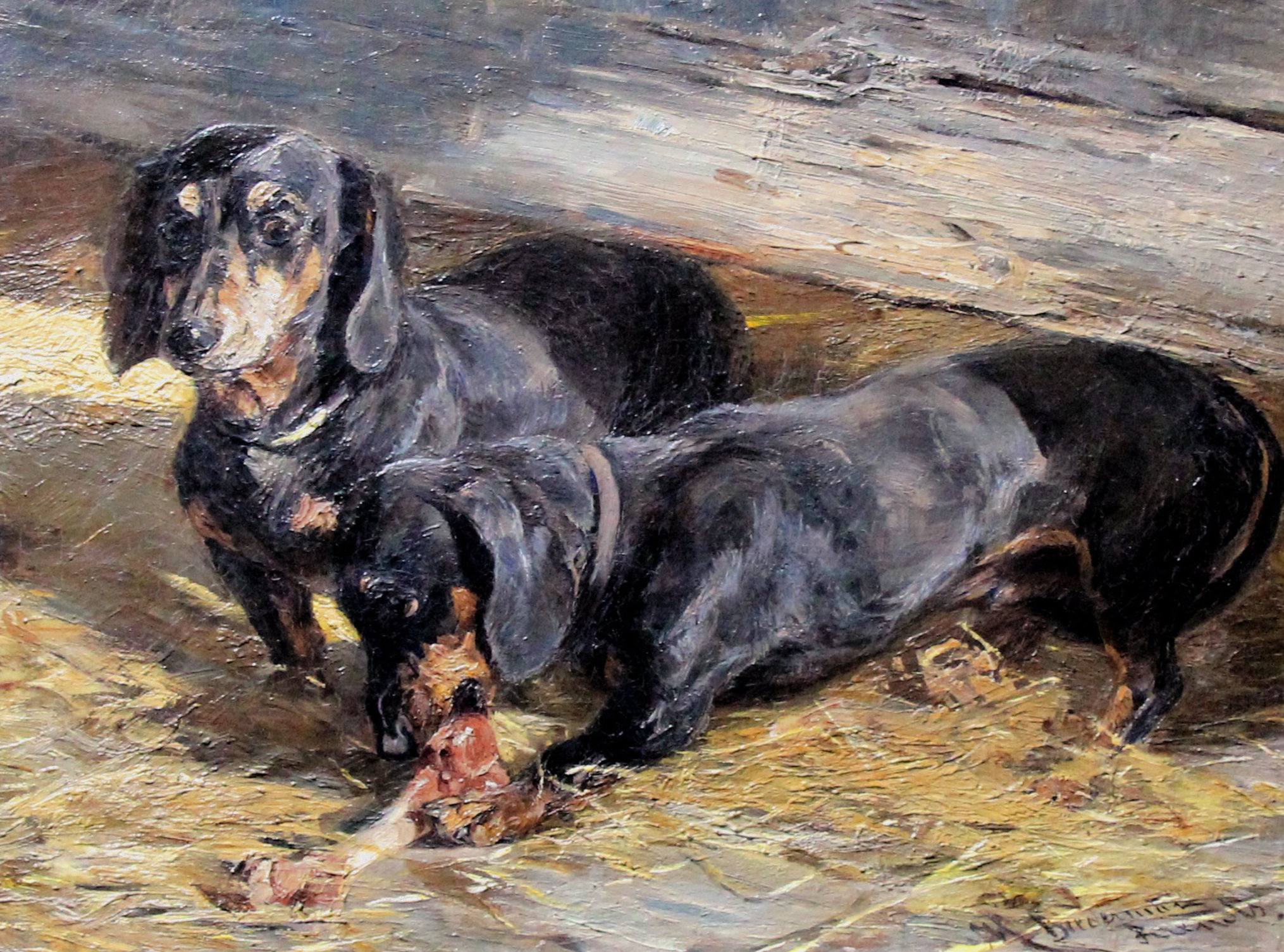
Deux teckels avec un os
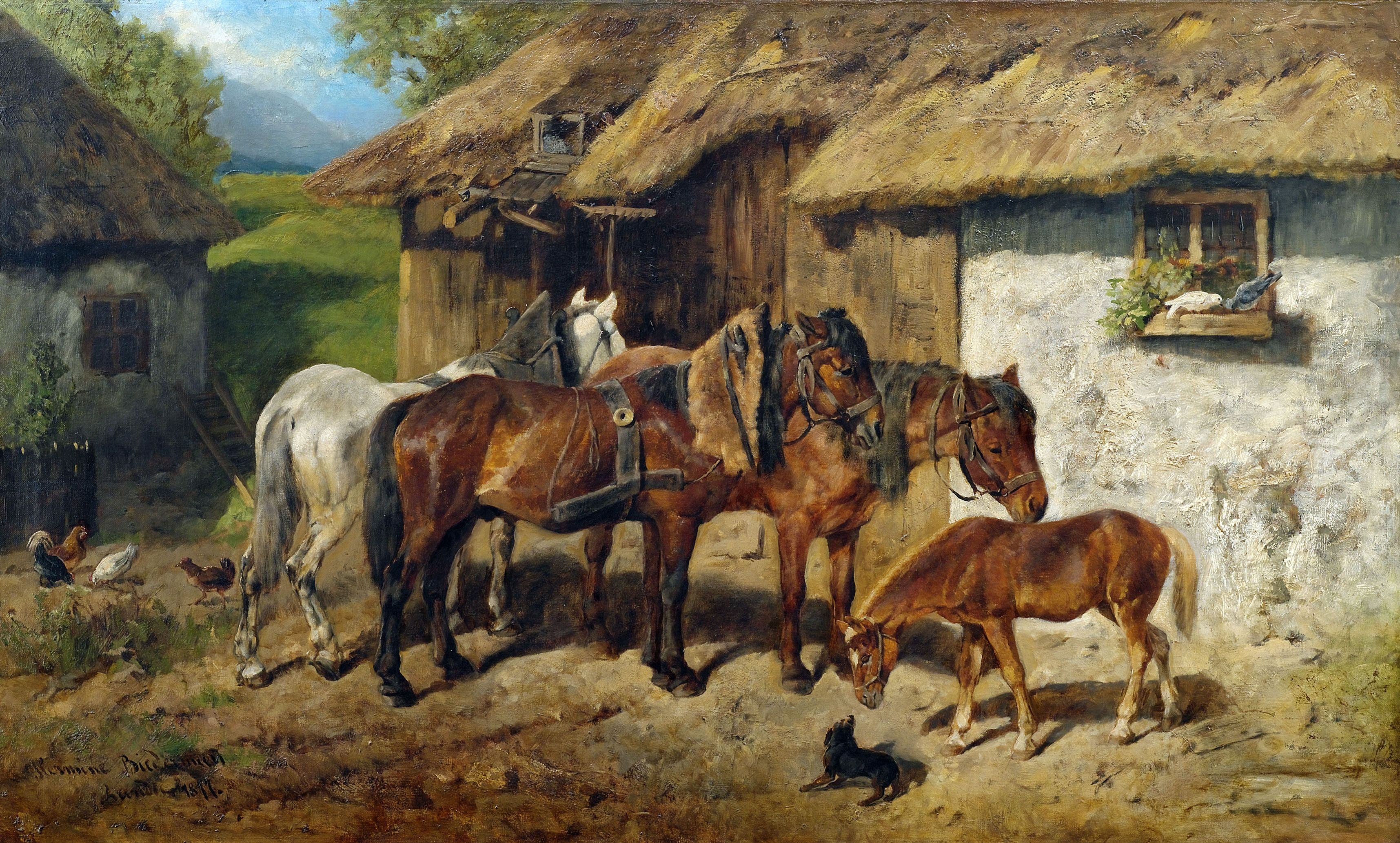
Chevaux harnachés à l'écurie
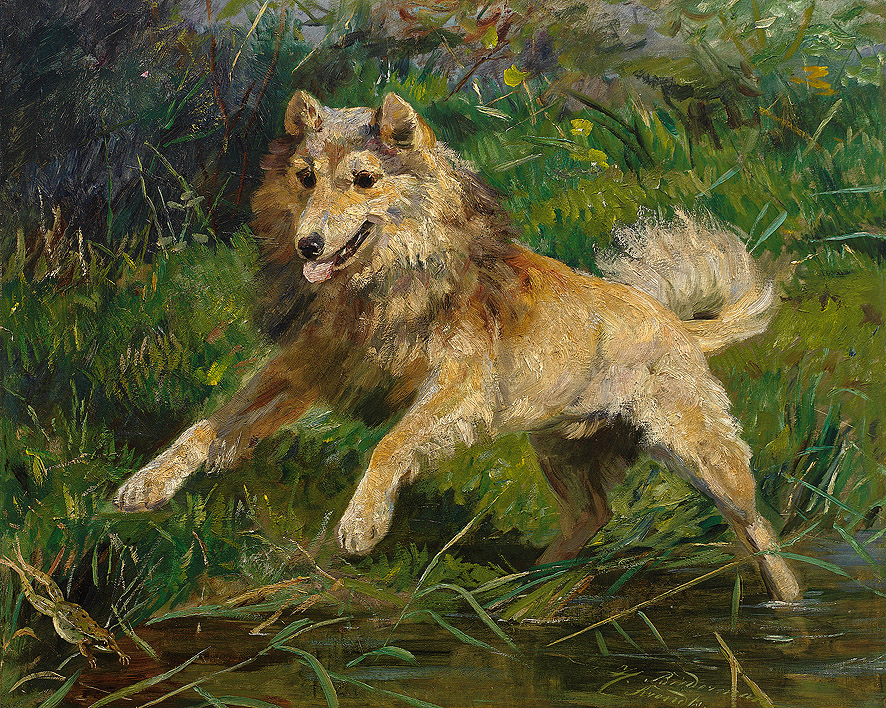
Un border collie poursuit une grenouille
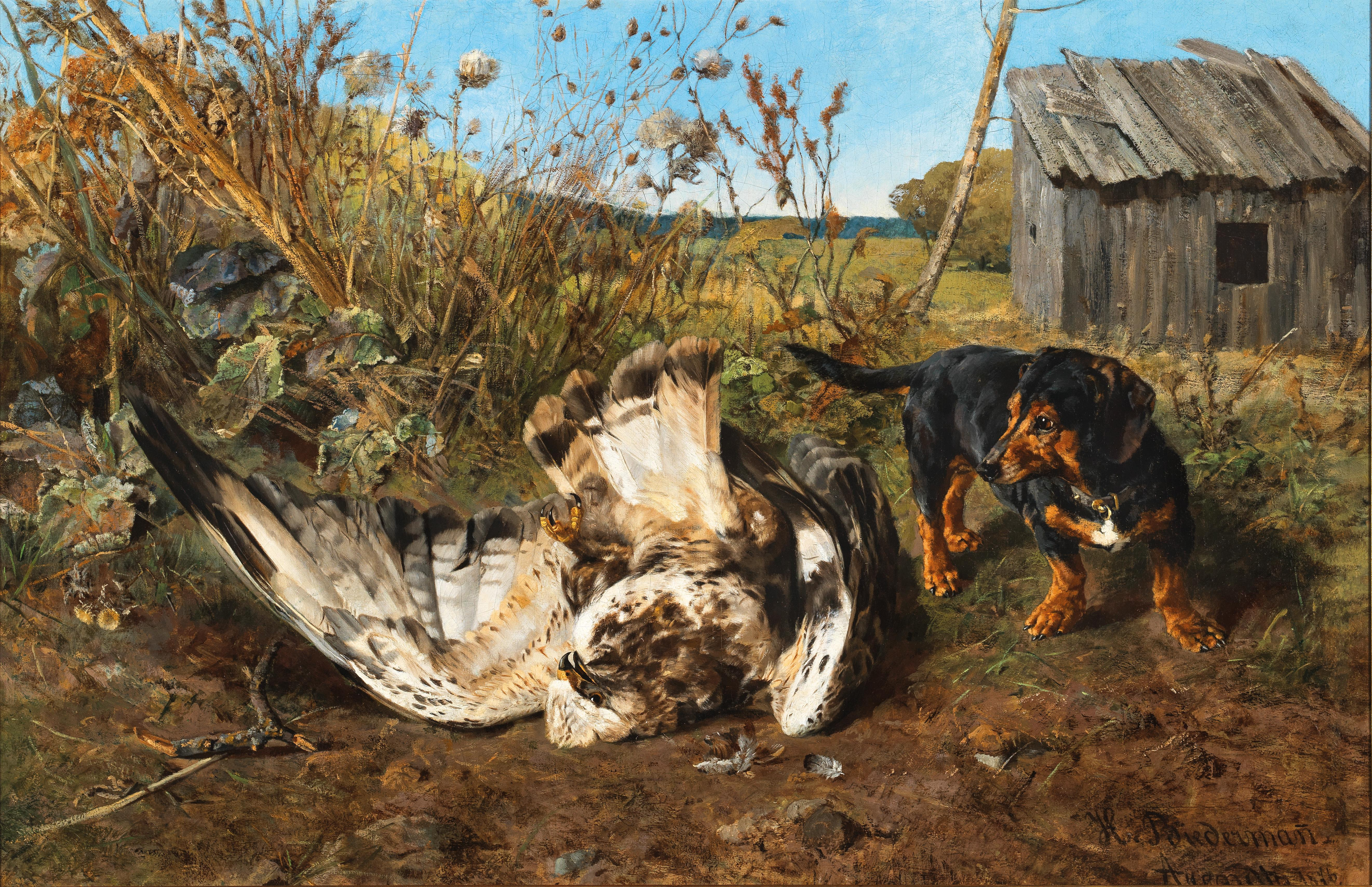
Teckel et Buse variable